# 粟井弘二
粟井 弘二（あわい こうじ、1930年（昭和5年）3月11日 - 2019年（平成31年）1月4日）は、日本の内科医師、開業医。

## 生涯
岡山県津山市田町72番地に出生した。粟井家は、美作菅氏の一つであった。
旧制岡山津山中学校（現・岡山県立津山高等学校）、旧制成城高等学校を経て、旧制岡山医科大学を1954年（昭和29年）に卒業した。卒業後、内科医を志して、岡山大学第二内科に入局し、血液学の研究に従事した。学位論文は、特発性栓球減少性紫斑病(現在は特発性血小板減少性紫斑病,指定難病63)の研究で、その過程で、巨核球から血小板が分離して生成されることを発見した。1999年刊行の内科学の教科書には、血小板の生成メカニズムとして記載されている。
1958年（昭和33年）、国立岡山病院に出向となった。1961年（昭和36年）にデトロイトの州立ウェイン大学、内分泌代謝学のHennes（ヘネス）助教授（のちに教授）の研究室にNHIのフェロー（Public Health Service,reseach fellow）として招聘された。血小板の脂質代謝の研究に従事し、筆頭研究者として2編、第2研究者として4編が専門雑誌に掲載され、そのうち2編は『ネイチャー』であった。
1964年（昭和39年）に帰国し、1970年（昭和45年）、岡山市にて、内科診療所を開設した。

## 人物
勧められて絵画を始め、医院と自宅を兼ねるビルの色彩は自分で考案した。